# Synechogobius hasta
Synechogobius hasta är en fiskart som först beskrevs av Temminck och Schlegel, 1845.  Synechogobius hasta ingår i släktet Synechogobius och familjen smörbultsfiskar. Inga underarter finns listade i Catalogue of Life.